# Mara Bunewa

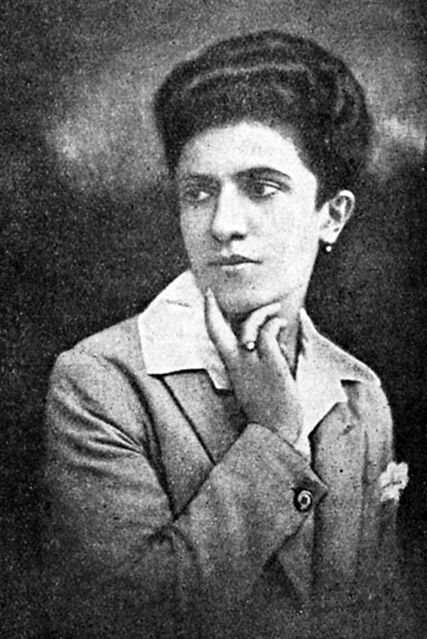
Maria Bunewa

Mara Bunewa maced. Мара Бунева (ur. 1902 w Tetowie, zm. 13 stycznia 1928 w Skopju) – bułgarska rewolucjonistka z Macedonii, działaczka Wewnętrznej Macedońskiej Organizacji Rewolucyjnej.

## Życiorys
Pochodziła z zachodniej Macedonii. Była jednym z sześciorga dzieci Nikoły (Niko) Bunewa i Any. W latach 1915–1917 uczyła się w gimnazjum w Skopju. Po zakończeniu I wojny światowej, kiedy Macedonia Wardarska stała się częścią państwa jugosłowiańskiego, Bunewa wyjechała do Bułgarii. Tam też podjęła studia na uniwersytecie sofijskim i poślubiła oficera kawalerii armii bułgarskiej Iwana Chrankowa. Związana z WMRO od 1923, w 1927 wyjechała do Królestwa SHS z tajną misją. Jej celem miał być zamach na serbskiego prokuratora Velimira Prelicia, który wydał nakaz aresztowania 19 studentów macedońskich podejrzewanych o działalność probułgarską i antyserbską. W Skopju Bunewa otworzyła sklep z kapeluszami i poznała osobiście swoją przyszłą ofiarę. 13 stycznia 1928 spotkała Prelicia na ulicy Radomira Putnika, w pobliżu Kamiennego Mostu w Skopju, kiedy ten udawał się na obiad. Bunewa strzeliła do niego z rewolweru, a następnie popełniła samobójstwo. Prelić zmarł kilka dni później w szpitalu.
Zamach, dokonany przez Bunewą był formą protestu WMRO przeciwko przymusowej asymilacji ludności bułgarskiej w Macedonii Wardarskiej. Ofiara zamachu była odpowiedzialna za aresztowania i tortury młodych działaczy macedońskich, sprzeciwiających się serbskiemu panowaniu. W 1941 po zajęciu przez wojsko bułgarskie Skopja w miejscu zamachu umieszczono tablicę pamiątkową. Tablica została zniszczona w 1944 po zajęciu miasta przez partyzantów jugosłowiańskich.
We współczesnej Macedonii postać Bunewej wywołuje szereg kontrowersji. Miejsce upamiętniające zamach Bunewej w Skopju zostało zniszczone przez nacjonalistów, uznających Bunewą za bułgarofilkę, a zarazem zdrajczynię sprawy macedońskiej.